# Frances Villiers

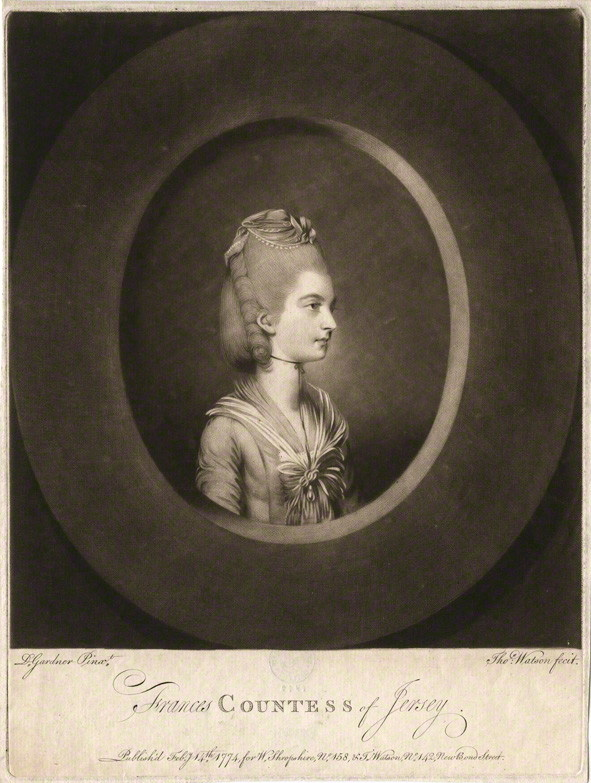
Frances Villiers, Countess of Jersey. Bild in Schabtechnik von Thomas Watson (1743–1781), publiziert 1774 nach dem original Gemälde von Daniel Gardner.

Frances Villiers, Countess of Jersey (geborene Twysden, * 25. Februar 1753 in Raphoe; † 23. Juli 1821 in Cheltenham) war eine Mätresse des britischen Königs Georg IV.

## Leben
Frances war die Tochter von Philip Twysden, Bischof von Raphoe (1746–1752), und seiner Frau Frances Carter. Am 26. März 1770 heiratete sie in St. Martin-in-the-Fields George Villiers, 4. Earl of Jersey (1735–1805), einziger Sohn von William Villiers, 3. Earl of Jersey, und Lady Anne Egerton. Ein Enkel von John Churchill, 1. Duke of Marlborough. Ihr Mann war der Stallmeister des Prince of Wales und später Mitglied des politischen Beratungsgremium des britischen Monarchen, Georg IV. Aus der Ehe gingen zehn Kinder hervor.
Im Jahre 1782 ging Frances eine Liaison mit dem späteren König, Georg, Prince of Wales (1762–1830), ein. Nebenbei unterhielt sie auch Beziehungen zu Mitgliedern der englischen Aristokratie, darunter Frederick Howard, 5. Earl of Carlisle (1748–1825) und George Bryan Brummell (1778–1840). Durch den verschwenderischen Lebenswandel häufte der Prince of Wales Schulden an und sein Vater, König Georg III., weigerte sich, ihn zu unterstützen. Lady Frances soll es auch gewesen sein, die eine Heirat zwischen dem Thronfolger und seiner Cousine (ersten Grades) Prinzessin Caroline von Braunschweig-Wolfenbüttel (1768–1821) vorschlug. Die Ehe des Kronprinzenpaars war nicht glücklich; und wenige Monate nach der Geburt der einzigen legitimen Tochter, Prinzessin Charlotte Augusta (1796–1817), trennte sich Georg von Caroline. Der Prinz nahm 1799 seine Ehe zur linken Hand mit Maria Fitzherbert (1756–1837) wieder auf, bis er sie 1807 für seine neuen Favoritin, Marquise Isabella Anne Seymour-Conway, Marquise of Herford, endgültig verließ. Da Frances das Vertrauen der Kronprinzessin genoss, was Prinz Georg missbilligte, führte sie weiterhin dessen Haushalt. Nach dem Tod ihres Mannes im Jahre 1805 zog sich Frances langsam vom königlichen Hof zurück und lebte auf ihrem Landsitz bei Cheltenham. Dort starb sie am 23. Juli 1821 und wurde bei Middleton Stoney bestattet.

## Erwähnenswertes
In der Aubrey-Maturin-Serie – marinehistorische Romane – des britischen Autors Patrick O’Brian (1914–2000) wird Lady Frances Villiers öfters beschrieben.